# Бабя Гура
Бабя Гура (на словашки: Babia Hora; на полски: Babia Góra) буквален превод "планина на старите съпруги" или "планината на вещиците" е планина в Западните Бескиди в Карпатите, разположена на границата между Полша и Словакия. Най-високият връх Диаблак („Дяволският връх“) е с височина 1725 метра.

## История
Бабя Гура се споменава за първи път в хрониките на Ян Длугош през XV век. За първи път е нанесена на карта през 1558 г. До края на 17 век повечето от наличните сведения за планината идват от фолклорните предания. Според народните приказки планината е била мястото на "Съботата на вещиците" - предполагаемо събиране на онези, за които се смята, че практикуват магьосничество и други ритуали. Името на планината може да е свързано и с някои значения на думата "Баба" (вид торта или каменна култова статуя). Първото известно изкачване е направено през 1782 г. от придворния астроном на крал Станислав Август Понятовски, Йовин Фридерик Алойжи Бистрицки. Периодът на научни изследвания започва през втората половина на 19 век.

## Природа
Полегата от юг, стръмна от север, Бабя Гура е дом на мечка, рис, вълк и други видове; както и алпийската флора, характерна за тази надморска височина. Първите опити за опазване на района са направени през 30-те години на миналия век. През 1933 г. е създаден природният резерват Бабя Гура от полска страна. По-късно, през 1954 г., е създаден Национален парк Бабя Гура (Babiogórski Park Narodowy) с площ от 17,04 km 2. През 1976 г. става един от първите биосферни резервати в света. Дълго време националният парк Бабя Гура е най-малкият от полските национални паркове. През 1997 г. е увеличен до 33,92 km 2 и е създадена буферна зона от 84,37 km 2. В рамките на парка 10,62 км 2 са под строга охрана. Има призиви за укрепване на трансграничното сътрудничество със Словакия за по-добра защита на крехката околна среда на планината.

## Климат
Бабя Гура понякога е наричана Matka Niepogód (Майка на лошото време). Разположена далеч от всякакви други планини с подобна височина, които биха осигурили естествена бариера, поради което е много податлива на промените във времето. По северните склонове и в тесни клисури сняг може да остане до лятото. През май 2016 г. алпинист беше убит от мълния, докато се опитваше да слезе от планината, по време на приближаващи гръмотевична буря. 

## Туризъм
Туризмът в района на Бабя Гура е развит съвсем отскоро. Първите туристи през 19 век са предимно интелектуалци от близкия Краков. Оттогава село Завоя се е превърнало във важен планински курорт. Въпреки това, ски съоръженията са много ограничени, поради защитения статут на района.
Въпреки че като цяло е сравнително лесен за изкачване, до Бабя Гура може да се стигне и по по-труден жълт маршрут, наречен Perć Akademików (Пътя на академиците). Той е бил маркиран от университетски учени, за да се изследва уникалната флора на планината. Днес, въпреки (или може би поради) стръмните изкачвания, вериги и метални стъпала, закрепени за скалите по участъци от пътеката, той е много популярен сред туристите.